# Satellite Launch Vehicle
Le Satellite Launch Vehicle plus généralement désigné par son acronyme SLV (en indien उपग्रह प्रक्षेपण यान) est le premier lanceur spatial développé par l'Inde.  Le 18 juillet 1980, il parvient à placer en orbite le premier satellite artificiel indien  Rohini lancé par des moyens nationaux. Développé dans les années 1970 par l'Agence spatiale indienne (ISRO), il effectue quatre vols entre 1979 et 1983 dont deux sont des succès. Ce lanceur de 17,6 tonnes long de 24 mètres peut placer une charge utile de 40 kg sur une orbite basse de 400 kilomètres inclinée de 46°. Il comprend quatre étages à propergol solide. Le lanceur est remplacé par l'ASLV plus puissant (150 kilogrammes en orbite basse) qui effectue son premier vol en 1987.

## Historique
L'Inde développe ses premiers satellites dans les années 1970 : le premier d'entre eux Aryabhata est placé en orbite en 1975. Mais le pays dépend pour le  lancement de ses satellites des fusées soviétiques et américaines. Dès le début du programme spatial indien,  Les responsables souhaitent se doter de leur propre lanceur. Ils prennent pour modèle le petit lanceur américain Scout qui utilise des étages à propergol solide pour placer en orbite basse des charges utiles allant jusqu'à 180 kg. L'étude de faisabilité, prenant en compte les capacités technologiques limitées de l'Inde, fixe à 40 kg la charge utile satellisable par le futur lanceur. Le développement du lanceur SLV débute en 1973. Les moyens dont dispose l'Inde à l'époque sont très limités : pas d'ordinateur, les ingénieurs circulent entre les différents établissements dans des trains en troisième classe, les appels téléphoniques interurbains sont contingentés et le transport des pièces parfois fragiles est effectué par des rickshaws. Le SLV comprend 10 000 composants dont 95% sont réalisés en Inde. Le lanceur est développé en utilisant le savoir-faire acquis par l'Inde avec ses premières fusées-sondes Rohini. Il s'agit toutefois d'un bond en avant énorme : la fusée-sonde Rohini-560 (premier vol en 1973) a une masse de 1,3 tonne contre 17 tonnes pour le lanceur SLV. Celui-ci se distingue des premiers lanceurs des autres nations par sa masse particulièrement faible et par son élancement très important (22 mètres pour un diamètre de 1 mètre). L'Inde disposait déjà d'un site pour lancer ses fusées-sondes.  Mais elle décide de créer une nouvelle base de lancement pour le SLV. Celle-ci est implantée à Sriharikota, une île de 180 km² toute en longueur (44 x 7,8 kilomètres), située sur la côte sud-est de l'Inde non loin de Madras, et aux caractéristiques proches du site de Cape Canaveral. Cet établissement, deviendra par la suite la base de lancement principale de l'ISRO, et sera rebaptisée en 2002 Satish Dhawan,. 
Les responsables indiens avaient initialement prévu d'effectuer un premier essai en 1974 mais le développement de composants clés prend plus de temps que prévu et les ingénieurs de l'agence spatiale indienne sont obligés d'assister les sociétés impliquées dans la construction du lanceur. Une deuxième échéance correspondant au 30e anniversaire de l'Indépendance de l'Inde (1978) est à son tour manquée. La première tentative de lancement a lieu le 10 aout 1979. La charge utile est le satellite Rohini de 36,7 kg. Mais une fuite non détectée (défaillance d'une vanne) vide en partie le réservoir du deuxième étage avant son lancement. L'ordinateur avait bien indiqué que le réservoir était en partie vide, mais les contrôleurs persuadés d'une erreur, avaient autorisés malgré tout le décollage. Bien que tous les étages du lanceur aient fonctionné  de manière nominale, la fusée ne dispose pas d'une vitesse suffisante pour placer en orbite le satellite. Le deuxième tir qui a lieu le 18 juillet 1980 est un succès. Une copie du satellite Rohini est placée sur une orbite 325 x 950 km avec une inclinaison orbitale de 44,75°. Le troisième lancement a lieu le 31 mai 1981 et est retransmis en direct par les radio et télévision du pays. Pour la première fois le système de guidage du lanceur est d'origine indienne. Au bout de 6,28 secondes le lanceur se met à tourner sur lui-même ce qui l'écarte de la trajectoire nominale. Le deuxième étage en tentant de corriger cet écart fournit une vitesse de 6% inférieure à ce qui était prévu. Le troisième étage perd également 3% de sa capacité d'accélération. En définitive, le satellite est placé sur une orbite dont le périgée trop bas (186 km) qui entraine sa rentrée atmosphérique et sa destruction 8 jours plus tard. Le quatrième et dernier lancement a lieu le 17 avril 1983. Pour ce dernier vol l'enveloppe du dernier étage réalisée en fibre de kevlar renforcé permet d'économiser 50 kilogrammes d'ergols et ainsi de remonter le périgée. Le tir est un succès et place un satellite Rohini de 41,5 kilogrammes qui emporte une caméra. Celle-ci transmet 5000 photos de la Terre jusqu'à l'extinction du satellite 18 mois plus tard.

## Successeur
Les responsables indiens souhaitent disposer d'un lanceur capable de placer des satellites d'une tonne sur une orbite polaire. Mais cet objectif ne pouvant être atteint avant de nombreuses années (le PSLV répondant à cet objectif effectue son premier vol en 1993), ils décident de développer un lanceur de puissance intermédiaire. L'ASLV est un SLV flanqué de deux propulseurs d'appoint de 11,6 tonnes chacun qui permettent de placer une charge utile de 150 kg sur une orbite basse. Le lanceur effectue son premier vol en 1987. 

## Application militaire
Les premières versions du missile balistique indien Agni utilisent en grande partie les technologies et composants mis au point à l'aide du lanceur SLV. Le premier étage des missiles Agni I et Agni II sont adaptation du premier étage du lanceur SLV. C'est une évolution complètement inverse de celles des principales puissances spatiales qui ont développé leurs premiers lanceurs en modifiant des missiles balistiques (Atlas, Delta, Thor, Juno, Titan, Vostok/Voskhod/Soyouz)  

## Caractéristiques techniques
La lanceur SLV est lanceur haut de 22 mètres pour un diamètre de 1 mètre. Sa masse au lancement est de 17,61 tonnes  et la poussée au décollage est de 455 kilonewtons. Le ratio entre la masse de la  charge utile et celle du lanceur est relativement faible car l'indice structurel (masse à vide/masse totale) de la fusée) est particulièrement élevée (20%). Comme tous les lanceurs dont la durée de fonctionnement des étages est relativement court, une période non propulsive plus ou moins longue succède à l'extinction de certains étages. C'est le cas après l'extinction du deuxième étage à une altitude de 88 km et après celle du troisième étage jusqu'à l'altitude du périgée soit atteinte. L'enveloppe des deux premiers étage est réalisée en acier 15 CDV6 tandis que celles des troisième et quatrième étage est réalisée respectivement en fibre de glace et en matériau composite. Le lanceur comprend quatre étages qui sont tous propulsés par un moteur à propergol solide, , :
- Le premier étage SLV-1 est long de 9,99 mètres pour un diamètre de 1 mètre. Des gouvernes placées à la base de l'étage portent le diamètre hors tout à 3 mètres. L'étage a une masse totale de 10,8 tonnes et de 2,14 tonnes à vide. L'impulsion spécifique au sol est de 229 secondes et la durée de fonctionnement est de 49 secondes. Le rapport de la section de la tuyère relativement faible est de 6,7. La pression dans la chambre de combustion est de 44,2 bars. L'étage est chargé avec 8,6 tonnes de PBAN (Polybutadine Acrylo Nitrate) produit en Inde. L'étage est composé de 3 segments assemblés après chargement du propergol.
- Le deuxième étage SLV-2 est long de 6,35 mètres pour une diamètre de 0,8 mètre. Il a une masse totale de 4,9 tonnes et de 1,75 tonne à vide. L'impulsion spécifique dans le vide est de 267 secondes et la durée de fonctionnement est de 40 secondes. La poussée maximale dans le vide est de 267 kilonewtons. Le rapport de la section de la tuyère  est de 14,2 et la pression dans la chambre de combustion est de 38,2 bars. L'étage est chargé avec 3 tonnes de PBAN.
- Le troisième étage SLV-3 est long de 2,3 mètres pour un diamètre de 0,82 mètre. Il a une masse totale de 1,5 tonne et de 440 kilogrammes à vide. L'impulsion spécifique dans le vide est de 277 secondes et la durée de fonctionnement est de 45 secondes. La poussée maximale dans le vide est de 90,7 kilonewtons. Le rapport de la section de la tuyère  est de 25,6 et la pression dans la chambre de combustion est de 44,2 bars. Le propergol est de type HEF 20.
- Le quatrième étage SLV-4 est long de 1,5 mètre pour un diamètre de 0,66 mètre. Il a une masse totale de 360 kg et de 98 kg à vide. L'impulsion spécifique dans le vide est de 283 secondes et la durée de fonctionnement est de 33 secondes. La poussée maximale dans le vide est de 26,8 kilonewtons. Le rapport de la section de la tuyère  est de 30,2 et la pression dans la chambre de combustion est de 29,5 bars. Le propergol est de type HEF 20.

## Historique des lancements
| Date            | Désignation | Charge utile        | Résultat                          |
| --------------- | ----------- | ------------------- | --------------------------------- |
| 10 aout 1979    | 3 E1        | Rohini 1A (30 kg)   | Échec                             |
| 18 juillet 1980 | 3 E2        | Rohini 1B (35 kg)   | Succès                            |
| 31 mai 1981     | 3 D3        | Rohini D1 (38 kg)   | Échec partiel. Orbite trop basse. |
| 17 avril 1983   | 3 D4        | Rohini D2 (41,5 kg) | Succès                            |